# Pergola (Wein)
Mit dem Namen Pergola DOC werden italienische Rot- und Roséweine bezeichnet, die zum Teil auch als Perlwein (Frizzante) oder Schaumwein (Spumante) ausgebaut werden. Benannt sind die Weine nach der gleichnamigen Gemeinde Pergola. Sie werden in der Provinz Pesaro und Urbino, Region Marken angebaut. Der Wein besitzt seit 2005 eine „kontrollierte Herkunftsbezeichnung“ (Denominazione di origine controllata – DOC), die zuletzt am 7. März 2014 aktualisiert wurde.

## Anbau
Der Anbau und die Vinifikation der Weine sind ausschließlich gestattet in folgenden Gemeinden der Provinz Pesaro und Urbino: Pergola, Fratte Rosa, Frontone, Serra Sant’Abbondio und San Lorenzo in Campo.

## Erzeugung
Folgende Weintypen dürfen erzeugt werden:
- Pergola Aleatico: (auch als Spumante oder Passito) muss mindestens 85 % der Rebsorte Aleatico enthalten. Höchstens 15 % andere rote Rebsorten, die für den Anbau in der Region Marken zugelassen sind, dürfen zugesetzt werden. Einige Weine werden auch mit den Prädikaten „Superiore“ oder „Riserva“ versehen.
- Pergola Rosato: (auch als Spumante oder Frizzante) muss mindestens 60 % Aleatico enthalten. Höchstens 40 % andere rote Rebsorten, die für den Anbau in der Region Marken zugelassen sind, dürfen zugesetzt werden.
- Pergola Rosso: (auch als Novello) muss mindestens 60 % Aleatico enthalten. Höchstens 40 % andere rote Rebsorten, die für den Anbau in der Region Marken zugelassen sind, dürfen zugesetzt werden. Einige Weine werden auch mit den Prädikaten „Superiore“ oder „Riserva“ versehen.

## Beschreibung
Gemäß Denomination:

### Pergola Aleatico
- Farbe: von Rubinrot mit violetten Reflexen bis Granatrot mit violetten Noten
- Geruch: intensiv, charakteristisch blumig
- Geschmack: von trocken bis lieblich, voll, harmonisch
- Alkoholgehalt: mindestens 11,0 Vol.-%, für „Superiore“ und „Riserva“ 12,0 Vol.-%
- Säuregehalt: mind. 5,0 g/l
- Trockenextrakt: mind. 18,0 g/l, für „Superiore“ und „Riserva“ 21,0 g/l

### Pergola Rosato
- Farbe: lebhaftes Rosé
- Geruch: blumig fruchtig
- Geschmack: frisch, lebhaft
- Alkoholgehalt: mindestens 11,0 Vol.-%
- Säuregehalt: mind. 5,0 g/l
- Trockenextrakt: mind. 18,0 g/l

### Pergola Rosso
- Farbe: von Rubinrot bis Granatrot
- Geruch: intensiv, charakteristisch
- Geschmack: voll und harmonisch
- Alkoholgehalt: mindestens 11,0 Vol.-%, für „Superiore“ und „Riserva“ 12,0 Vol.-%
- Säuregehalt: mind. 5,0 g/l
- Trockenextrakt: mind. 18,0 g/l, für „Superiore“ und „Riserva“ 21,0 g/l